# Križ (Chorwacja)
Križ – wieś w Chorwacji, w żupanii zagrzebskiej, w gminie Križ. W 2011 roku liczyła 1821 mieszkańców.